# Xystrologa antipathetica
Xystrologa antipathetica är en fjärilsart som beskrevs av Forbes 1931. Xystrologa antipathetica ingår i släktet Xystrologa och familjen äkta malar.
Artens utbredningsområde är Puerto Rico. Inga underarter finns listade i Catalogue of Life.